# Long snapper

Egy punt formációja, ahol a long snapper vagy más néven deep snapper "DS"-el van jelölve.

A long snapper vagy deep snapper egy pozíció az amerikai futballban. A long snapper az a különleges  játékos, akit punt, field goal, vagy pedig extra point esetén használnak a center helyett.

## Feladata
A long snapper feladata, hogy a labdát a nagyobb távolság ellenére is, biztosan, pontosan és gyorsan tudja feladni. Ha rossz a snap, az hibának minősül, és időt is veszíthet a támadócsapat. Mezőnygól kísérlet és jutalompont esetén, a labdát a holdernek, punt esetén egyből a rugójátékosnak, a punternek passzolja. Jó long snappert nehéz találni, és sokszor a gyengébb tehetségű játékosok is játszhatnak, mert long snapperként kiválóak.
A long snapper ezek után folytatja a center munkáját és blokkolja a védőfalat, vagy előrerohan, hogy megállítsa a punt returnt.

## További tudnivalók
A középiskolák közti bajnokságban általában megkülönböztetik a deep snappert, aki punt esetén lép a pályára, a long snappertől, aki pedig a mezőnygól vagy jutalompont kísérlete esetén.
A long snapperek általában a legismeretlenebb játékosok egy csapatban, mert mivel túl speciálisak, ezért ritkán lépnek pályára.

## Külső hivatkozások
- Barry Cawley - Charles Brodgen: Hogyan játsszák? Amerikai Futball ISBN 9631097668
- NFL hivatalos oldala
- Longsnap.com (angol nyelvű oldal)

| Amerikai futball-pozíciók                  | Amerikai futball-pozíciók            | Amerikai futball-pozíciók | Amerikai futball-pozíciók             | Amerikai futball-pozíciók | Amerikai futball-pozíciók               | Amerikai futball-pozíciók | Amerikai futball-pozíciók |
| Offense                                    | Offense                              |                           | Defense                               | Defense                   |                                         | Special teams             | Special teams             |
| ------------------------------------------ | ------------------------------------ | ------------------------- | ------------------------------------- | ------------------------- | --------------------------------------- | ------------------------- | ------------------------- |
| Linemen                                    | Guard, Tackle, Center                | Linemen                   | Nose tackle, Tackle, End, Edge rusher | Rúgó játékosok            | Placekicker, Punter, Kickoff specialist |                           |                           |
| Quarterback                                | Quarterback                          | Linebacker                | Linebacker                            | Snapping                  | Long snapper, Holder                    |                           |                           |
| Backs                                      | Halfback, Fullback, H-back, Wingback | Backs                     | Cornerback, Safety                    | Visszahordás              | Punt returner, Kick returner            |                           |                           |
| Elkapók                                    | Wide receiver, Tight end, Slotback   | Backs                     | Nickelback, Dimeback                  | Szerelés                  | Gunner                                  |                           |                           |
| Formációk - Pozíciók története - Stratégia |                                      |                           |                                       |                           |                                         |                           |                           |